# Grand Prix-wegrace van Tsjecho-Slowakije 1987
De Grand Prix-wegrace van Tsjecho-Slowakije 1987 was de elfde Grand Prix van het wereldkampioenschap wegrace-seizoen 1987. De races werden verreden op 23 augustus 1987 op het nieuwe  Automotodrom Brno nabij Brno. Het was de eerste Grand Prix van Tsjecho-Slowakije met WK-status sinds het seizoen 1982. In deze Grand Prix werd de wereldtitel in de 125cc-klasse beslist. 

## Algemeen
De meeste coureurs waren aangenaam verrast door het nieuwe Automotodrom Brno. Het was een hele verbetering vergeleken met de oude, gevaarlijke Masaryk Ring die de 500cc-coureurs al na het seizoen 1977 de rug hadden toegekeerd. In plaats van een gevaarlijk 11 kilometer lang stratencircuit lag er nu een prachtig 5,4 kilometer lang circuit met een breedte van 15 meter en een hoogteverschil van 74 meter. Er was zelfs een klein permanent ziekenhuisje op het circuit, waar Carlos Lavado al op vrijdag kort werd opgenomen. Wel kregen de bakkenisten in de zijspannen het zwaar, want er was slechts een kort recht stuk en er moest dus hard gewerkt worden. Ook de bandenspecialisten van Dunlop en Michelin hadden het druk met het bepalen van de juiste bandencompound. 

## 500cc-klasse

### De training
Tadahiko Taira profiteerde optimaal van het feit dat dit circuit voor iedereen nieuw was. Als testrijder van Yamaha reed hij regelmatig incomplete seizoenen en moest hij steeds circuits leren kennen, maar dit keer was het voor iedereen even moeilijk. Hij zette dit om in de tweede starttijd, sneller dan zijn teamgenoot Eddie Lawson, die carburatieproblemen had, maar achter Wayne Gardner. Ron Haslam kwam niet verder dan de vijftiende tijd, maar hij reed nu nog uitsluitend met de ELF 4 met enkelzijdige wielophanging. Tijdens de trainingen van de GP van Zweden had hij nog veel remproblemen gehad door de enorme enkele remschijf aan de linkerkant van het voorwiel. Het team had hier een nieuw gepatenteerd systeem voor bedacht, met twee kleine remschijven aan de linkerkant van het voorwiel. De extra remschijf zorgde echter ook weer voor afstelproblemen. 

#### Trainingstijden
| Pos | Coureur          | Merk                        | Tijd    |
| --- | ---------------- | --------------------------- | ------- |
| 1.  | Wayne Gardner    | Rothmans-HRC-Honda          | 2"02'58 |
| 2.  | Tadahiko Taira   | Agostini-Marlboro-Yamaha    | 2"07'86 |
| 3.  | Eddie Lawson     | Agostini-Marlboro-Yamaha    | 2"08'36 |
| 4.  | Freddie Spencer  | HRC-Honda                   | 2"08'51 |
| 5.  | Christian Sarron | Gauloises-Sonauto-Yamaha    | 2"08'76 |
| 6.  | Rob McElnea      | Agostini-Marlboro-Yamaha    | 2"09'09 |
| 7.  | Niall Mackenzie  | Gallina-HB-HRC-Honda        | 2"09'24 |
| 8.  | Raymond Roche    | Bastos-Cagiva               | 2"09'51 |
| 9.  | Randy Mamola     | Roberts-Lucky Strike-Yamaha | 2"09'67 |
| 10. | Richard Scott    | Roberts-Lucky Strike-Yamaha | 2"09'76 |

### De race
Na de start werd Wayne Gardner aanvankelijk gevolgd door alle Marlboro-Yamaha's: Eddie Lawson, Rob McElnea en Tadahiko Taira. Daar achter zaten Randy Mamola, Raymond Roche en Christian Sarron. Freddie Spencer kon niet van zijn vierde startpositie profiteren omdat hij tijdens de opwarmronde een contactlens verloren had. Gardner wist zich al snel los te rijden, terwijl McElnea posities begon te verliezen. In de vijfde ronde ging Taira in een remzone voorbij Lawson, maar het was geen echt uitremmen. Het leek erop dat Lawson opzettelijk vroeg remde zodat Taira de achtervolging op Gardner moest leiden. Enkele ronden later bleek dat Lawson ook moeite had om Taira te volgen, want hij maakte een highsider mee. Intussen was Mamola een keer rechtdoor geschoten omdat hij zijn Yamaha per ongeluk in de vrijstand geschakeld had. Uiteindelijk ging Lawson Taira toch voorbij en hij nam zelfs een flinke voorsprong, terwijl Gardner wat terrein begon te verliezen door versleten banden. Dat bracht Lawson tot op enkele seconden achterstand, terwijl Taira ver achterop raakte, maar toch nog ruim voor Mamola bleef en zijn eerste podiumplaats scoorde. 

#### Uitslag 500cc-klasse
| Pos | Coureur             | Merk                        | Tijd      | Grid | Punten |
| --- | ------------------- | --------------------------- | --------- | ---- | ------ |
| 1   | Wayne Gardner       | Rothmans-HRC-Honda          | 51"52'17  | 1    | 15     |
| 2   | Eddie Lawson        | Agostini-Marlboro-Yamaha    | 51"54'04  | 3    | 12     |
| 3   | Tadahiko Taira      | Agostini-Marlboro-Yamaha    | 52"09'22  | 2    | 10     |
| 4   | Randy Mamola        | Roberts-Lucky Strike-Yamaha | 52"11'23  | 9    | 8      |
| 5   | Niall Mackenzie     | Gallina-HB-HRC-Honda        | 52"22'49  | 7    | 6      |
| 6   | Shunji Yatsushiro   | Rothmans-HRC-Honda          | 52"33'06  | 11   | 5      |
| 7   | Christian Sarron    | Gauloises-Sonauto-Yamaha    | 52"33'33  | 5    | 4      |
| 8   | Rob McElnea         | Agostini-Marlboro-Yamaha    | 52"36'44  | 6    | 3      |
| 9   | Pierfrancesco Chili | Gallina-HB-HRC-Honda        | 52"36'69  | 13   | 2      |
| 10  | Roger Burnett       | Rothmans-HRC-Honda          | 52"45'10  | 14   | 1      |
| 11  | Freddie Spencer     | HRC-Honda                   | 52"57'80  | 4    |        |
| 12  | Didier de Radiguès  | Bastos-Cagiva               | 52"59'62  | 12   |        |
| 13  | Richard Scott       | Roberts-Lucky Strike-Yamaha | 53"14'75  | 10   |        |
| 14  | Ron Haslam          | ELF                         | 53"52'10  | 15   |        |
| 15  | Massimo Broccoli    | Honda                       | 53"53'78  | 22   |        |
| 16  | Fabio Barchitta     | Honda                       | 53"54'73  | 23   |        |
| 17  | Simon Buckmaster    | Duckhams-Honda              | +1 ronde  | 26   |        |
| 18  | Gerold Fischer      | Honda                       | +1 ronde  | 29   |        |
| 19  | Rudolf Zeller       | Honda                       | +1 ronde  | 31   |        |
| 20  | Josef Doppler       | Honda                       | +1 ronde  | 35   |        |
| 21  | Claus Wulff         | Suzuki                      | +2 ronden | 33   |        |
| 22  | Vincenzo Cascino    | Suzuki                      | +2 ronden | 30   |        |
| 23  | Pavol Dekánek       | Suzuki                      | +2 ronden | 32   |        |
| 24  | Moreno Vacondio     | Suzuki                      | +2 ronden | 34   |        |
| 25  | Dietmar Marehardt   | Honda                       | +3 ronden | 36   |        |

#### Niet gefinished
| Coureur             | Merk                    | Oorzaak    | Grid |
| ------------------- | ----------------------- | ---------- | ---- |
| Marco Gentile       | Lucky Strike-Fior-Honda |            | 17   |
| Alessandro Valesi   | Iberna-Honda            | Opgave     | 21   |
| Ray Swann           | Honda                   | Opgave     | 24   |
| Kenny Irons         | Heron-Suzuki            | Carburatie | 16   |
| Karl Truchsess      | Honda                   | Opgave     | 18   |
| Bruno Kneubühler    | Honda                   | Opgave     | 19   |
| Hervé Guilleux      | Fior-SNCF-Honda         | Opgave     | 28   |
| Fabio Biliotti      | Honda                   | Opgave     | 25   |
| Raymond Roche       | Bastos-Cagiva           | Carburatie | 8    |
| Silvo Habat         | Honda                   |            | 27   |
| Wolfgang von Muralt | Suzuki                  |            | 20   |

#### Niet gekwalificeerd
| Coureur          | Merk   |
| ---------------- | ------ |
| Imrich Majoros   | Suzuki |
| Harry Heutmekers | Suzuki |
| Marian Troliga   | Suzuki |
| Petr Hlavatka    | Honda  |
| Gerhard Vogt     | Suzuki |

#### Niet deelgenomen
| Coureur         | Merk      | Oorzaak |
| --------------- | --------- | ------- |
| Maarten Duyzers | HDJ-Honda |         |

### Top tien tussenstand 500cc-klasse
| Pos | Coureur             | Merk                        | Ptn |
| --- | ------------------- | --------------------------- | --- |
| 1   | Wayne Gardner       | Rothmans-HRC-Honda          | 135 |
| 2   | Randy Mamola        | Roberts-Lucky Strike-Yamaha | 109 |
| 3   | Eddie Lawson        | Agostini-Marlboro-Yamaha    | 103 |
| 4   | Ron Haslam          | ELF-HRC-Honda / ELF         | 69  |
| 5   | Niall Mackenzie     | Gallina-HB-HRC-Honda        | 45  |
| 6   | Tadahiko Taira      | Agostini-Marlboro-Yamaha    | 41  |
| 7   | Pierfrancesco Chili | Gallina-HB-HRC-Honda        | 39  |
| 7   | Rob McElnea         | Agostini-Marlboro-Yamaha    | 39  |
| 9   | Christian Sarron    | Gauloises-Sonauto-Yamaha    | 37  |
| 10  | Roger Burnett       | Rothmans-HRC-Honda          | 20  |

## 250cc-klasse

### De training
De 250cc-klasse verloor Carlos Lavado al op vrijdag, nadat hij bij een val enkele breuken opliep. De kampioenschapsleiders Toni Mang (vijfde tijd) en Reinhold Roth (zesde tijd) konden hun stempel niet op de kwalificatie drukken. Snelste was Dominique Sarron, voor Martin Wimmer en Loris Reggiani. Daardoor stonden er drie merken op de eerste startrij. 

#### Trainingstijden
| Pos | Coureur          | Merk                           | Tijd    |
| --- | ---------------- | ------------------------------ | ------- |
| 1.  | Dominique Sarron | Rothmans-HRC-Honda             | 2"11'62 |
| 2.  | Martin Wimmer    | Agostini-Marlboro-Yamaha       | 2"12'29 |
| 3.  | Loris Reggiani   | Aprilia-Rotax                  | 2"12'82 |
| 4.  | Sito Pons        | Campsa-HRC-Honda               | 2"12'83 |
| 5.  | Toni Mang        | Rothmans-HRC-Honda Deutschland | 2"13'02 |
| 6.  | Reinhold Roth    | HB-Römer-HRC-Honda             | 2"13'17 |
| 7.  | Patrick Igoa     | Gauloises-Sonauto-Yamaha       | 2"13'17 |
| 8.  | Luca Cadalora    | Agostini-Marlboro-Yamaha       | 2"13'25 |
| 9.  | Manfred Herweh   | Levior-Honda                   | 2"13'30 |
| 10. | Carlos Lavado    | HB-Venemotos-Yamaha            | 2"13'72 |

### De race
Vanaf de tweede startrij had Reinhold Roth de snelste start, terwijl Martin Wimmer al binnen enkele honderden meters moest afhaken door een gebroken schakelpedaal. Na wat schermutselingen nam Toni Mang de leiding voor een klein groepje met Carlos Cardús, Sito Pons en Dominique Sarron. Door het gevecht om de tweede plaats kon Mang weglopen, terwijl Luca Cadalora juist aansluiting vond bij de achtervolgende groep. Roth was in gevecht om de vijfde plaats, maar werd geraakt door Urs Lüzi waardoor hij viel en uiteindelijk tiende werd. 

#### Uitslag 250cc-klasse
| Pos | Coureur              | Merk                           | Tijd      | Grid | Punten |
| --- | -------------------- | ------------------------------ | --------- | ---- | ------ |
| 1   | Toni Mang            | Rothmans-HRC-Honda Deutschland | 47"09'56  | 5    | 15     |
| 2   | Dominique Sarron     | Rothmans-HRC-Honda             | 47"12'99  | 1    | 12     |
| 3   | Carlos Cardús        | Nieto-Ducados-HRC-Honda        | 47"13'26  | 11   | 10     |
| 4   | Sito Pons            | Campsa-HRC-Honda               | 47"13'54  | 4    | 8      |
| 5   | Luca Cadalora        | Agostini-Marlboro-Yamaha       | 47"13'89  | 8    | 6      |
| 6   | Urs Lüzi             | Parisienne-HRC-Honda           | 47"19'24  | 12   | 5      |
| 7   | Patrick Igoa         | Gauloises-Sonauto-Yamaha       | 47"27'32  | 7    | 4      |
| 8   | Iván Palazzese       | Yamaha                         | 47"32'55  | 14   | 3      |
| 9   | Juan Garriga         | Ducados-Yamaha                 | 47"47'63  | 16   | 2      |
| 10  | Reinhold Roth        | HB-Römer-HRC-Honda             | 47"50'20  | 6    | 1      |
| 11  | Donnie McLeod        | EMC-Rotax                      | 47"53'51  | 15   |        |
| 12  | Maurizio Vitali      | FMI-Garelli                    | 48"02'42  | 17   |        |
| 13  | Jean-Michel Mattioli | Yamaha                         | 48"02'81  | 13   |        |
| 14  | Stéphane Mertens     | Katayama-Armstrong-HRC-Honda   | 48"06'42  | 19   |        |
| 15  | Hans Lindner         | Honda                          | 48"06'71  | 23   |        |
| 16  | Javier Cardelús      | Honda                          | 48"07'57  | 28   |        |
| 17  | Bernard Haenggeli    | Yamaha                         | 48"10'49  | 32   |        |
| 18  | René Delaby          | Yamaha                         | 48"11'94  | 20   |        |
| 19  | Harald Eckl          | Honda                          | 48"25'62  | 18   |        |
| 20  | Gary Cowan           | Honda                          | 48"26'09  | 26   |        |
| 21  | Guy Bertin           | Honda                          | 48"39'28  | 31   |        |
| 22  | Massimo Matteoni     | Honda                          | 48"39'58  | 24   |        |
| 23  | Bruno Bonhuil        | Honda                          | 48"43'46  | 33   |        |
| 24  | Stefan Klabacher     | Rotax                          | 49"11'28  | 35   |        |
| 25  | Englebert Neumair    | Rotax                          | 49"16'54  | 29   |        |
| 26  | Kevin Mitchell       | Yamaha                         | +2 ronden | 36   |        |

#### Niet gefinished
| Coureur              | Merk                     | Oorzaak       | Grid |
| -------------------- | ------------------------ | ------------- | ---- |
| Andreas Preining     | Rotax                    |               | 37   |
| Martin Wimmer        | Agostini-Marlboro-Yamaha | Schakelpedaal | 2    |
| Loris Reggiani       | Aprilia-Rotax            | Olielekkage   | 3    |
| Manfred Herweh       | Levior-Honda             | Val           | 9    |
| Jean-François Baldé  | Honda                    |               | 22   |
| Jean-Philippe Ruggia | Gauloises-Sonauto-Yamaha |               | 21   |
| Alain Bronec         | Honda                    |               | 25   |
| Thomas Bacher        | Rotax                    |               | 27   |
| Josef Hutter         | Honda                    |               | 30   |
| Christian Boudinot   | Fior                     |               | 34   |

#### Niet gekwalificeerd
| Coureur                | Merk       |
| ---------------------- | ---------- |
| Nedy Crotta            | Armstrong  |
| Alberto Rota           | Honda      |
| Gilberto Gambelli      | Yamaha     |
| Siegfried Minich       | Honda      |
| Takayoshi Yamamoto     | Yamaha     |
| Jean Foray             | Chevallier |
| Hervé Duffard          | Honda      |
| Jean-Louis Guignabodet | Honda      |
| Rüdi Gächter           | Yamaha     |
| Jan Bartunek           | Yamaha     |
| Heinz Simantke         | Rotax      |
| Dario Marchetti        | Yamaha     |
| Imrich Majoros         | Yamaha     |
| Marian Srna            | Yamaha     |
| G. Chrounopoulos       | Yamaha     |

#### Niet gestart
| Coureur       | Merk                | Oorzaak  |
| ------------- | ------------------- | -------- |
| Carlos Lavado | HB-Venemotos-Yamaha | Blessure |

#### Niet deelgenomen
| Coureur       | Merk                 | Oorzaak   |
| ------------- | -------------------- | --------- |
| Jacques Cornu | Parisienne-HRC-Honda | Blessures |

### Top tien tussenstand 250cc-klasse
| Pos | Coureur          | Merk                           | Ptn |
| --- | ---------------- | ------------------------------ | --- |
| 1   | Toni Mang        | Rothmans-HRC-Honda Deutschland | 112 |
| 2   | Reinhold Roth    | HB-Römer-HRC-Honda             | 89  |
| 3   | Sito Pons        | Campsa-HRC-Honda               | 65  |
| 4   | Dominique Sarron | Rothmans-HRC-Honda             | 59  |
| 5   | Carlos Cardús    | Nieto-Ducados-HRC-Honda        | 54  |
| 6   | Jacques Cornu    | Parisienne-HRC-Honda           | 50  |
| 6   | Loris Reggiani   | Aprilia-Rotax                  | 50  |
| 8   | Martin Wimmer    | Agostini-Marlboro-Yamaha       | 45  |
| 9   | Carlos Lavado    | HB-Venemotos-Yamaha            | 38  |
| 10  | Luca Cadalora    | Agostini-Marlboro-Yamaha       | 36  |

## 125cc-klasse

### De training
In de trainingen waren de Garelli-coureurs weer oppermachtig, waarbij Fausto Gresini duidelijk sneller was dan Bruno Casanova, die op zijn beurt weer bijna een seconde sneller was dan Pier Paolo Bianchi. 

#### Trainingstijden
| Pos | Coureur            | Merk                   | Tijd    |
| --- | ------------------ | ---------------------- | ------- |
| 1.  | Fausto Gresini     | FMI-Garelli            | 2"16'59 |
| 2.  | Bruno Casanova     | FMI-Garelli            | 2"18'12 |
| 3.  | Pier Paolo Bianchi | MBA                    | 2"19'01 |
| 4.  | Domenico Brigaglia | Pileri-AGV-LCR-MBA     | 2"19'11 |
| 5.  | Andrés Sánchez     | Pileri-Ducados-LCR-MBA | 2"19'98 |
| 6.  | Corrado Catalano   | MBA                    | 2"20'15 |
| 7.  | Johnny Wickström   | MBA                    | 2"20'57 |
| 8.  | Lucio Pietroniro   | Johnson-MBA            | 2"20'80 |
| 9.  | Esa Kytölä         | MBA                    | 2"21'66 |
| 10. | Ezio Gianola       | FMI-Honda              | 2"21'71 |

### De race
Een flinke valpartij in de eerste ronde schakelde Domenico Brigaglia, Johnny Wickström, Olivier Liégeois, Mike Leitner en Willy Pérez uit. Dat dunde de top tien uit en de race werd er niet spannender door. Fausto Gresini was op weg naar zijn tweede wereldtitel en leidde de race van start tot finish, voor teamgenoot Bruno Casanova die twaalf seconden achter hem finishte. Andrés Sánchez scoorde zijn eerste podiumplaats en Ezio Gianola deed het met de vierde plaats opnieuw goed met de eencilinder Honda RS 125. Met nog twee races te gaan en 47 punten voorsprong op Casanova mocht Fausto Gresini zich inderdaad wereldkampioen noemen. 

#### Uitslag 125cc-klasse
| Pos | Coureur                | Merk                   | Tijd     | Grid | Punten |
| --- | ---------------------- | ---------------------- | -------- | ---- | ------ |
| 1   | Fausto Gresini         | FMI-Garelli            | 41"57'22 | 1    | 15     |
| 2   | Bruno Casanova         | FMI-Garelli            | 42"09'28 | 2    | 12     |
| 3   | Andrés Sánchez         | Pileri-Ducados-LCR-MBA | 42"43'04 | 5    | 10     |
| 4   | Ezio Gianola           | FMI-Honda              | 42"52'59 | 10   | 8      |
| 5   | Lucio Pietroniro       | Johnson-MBA            | 42"52'93 | 8    | 6      |
| 6   | Ivan Troisi            | MBA                    | 42"53'20 | 11   | 5      |
| 7   | Claudio Macciotta      | MBA                    | 43"05'36 | 16   | 4      |
| 8   | Esa Kytölä             | MBA                    | 43"06'77 | 9    | 3      |
| 9   | Bady Hassaine          | MBA                    | 43"17'78 | 26   | 2      |
| 10  | Thierry Feuz           | LCR-MBA                | 43"25'96 | 22   | 1      |
| 11  | Håkan Olsson           | Starol                 | 43"39'22 | 18   |        |
| 12  | Norbert Peschke        | Seel                   | 43"41'31 | 24   |        |
| 13  | Jean-Claude Selini     | MBA                    | 43"41'64 | 21   |        |
| 14  | Marco Cipriani         | MBA                    | 43"57'20 | 25   |        |
| 15  | Jacques Hutteau        | MBA                    | 43"57'45 | 33   |        |
| 16  | Robin Milton           | MBA                    | 44"01'34 | 23   |        |
| 17  | Robin Appleyard        | MBA                    | 44"06'06 | 31   |        |
| 18  | Karl Dauer             | MBA                    | 44"06'27 | 36   |        |
| 19  | Alfred Gangelberger    | MBA                    | +1 ronde | 28   |        |
| 20  | Taru Rinne             | MBA                    | +1 ronde | 32   |        |
| 21  | Thomas Møller-Pedersen | MBA                    |          | 35   |        |

#### Niet gefinished
| Coureur              | Merk               | Oorzaak | Grid |
| -------------------- | ------------------ | ------- | ---- |
| Pier Paolo Bianchi   | MBA                |         | 3    |
| Christian Le Badezet | MBA                |         | 29   |
| Domenico Brigaglia   | Pileri-AGV-LCR-MBA | Val     | 4    |
| August Auinger       | Bartol-MBA         |         | 17   |
| Peter Sommer         | MBA                |         | 27   |
| Gastone Grassetti    | MBA                |         | 12   |
| Hubert Abold         | Honda              |         | 34   |
| Mike Leitner         | MBA                | Val     | 13   |
| Johnny Wickström     | MBA                | Val     | 7    |
| Olivier Liégeois     | Assmex-MBA         | Val     | 14   |
| Willy Pérez          | MBA                | Val     | 15   |
| Allan Scott          | EMC-Rotax          |         | 20   |
| Peter Balaz          | MBA                |         | 19   |
| Adi Stadler          | MBA                |         | 30   |

#### Niet gekwalificeerd
| Coureur           | Merk           |
| ----------------- | -------------- |
| Paul Bordes       | MBA            |
| Fernando Gonzales | JJ Cobas-Rotax |
| Alexander Eschig  | MBA            |
| Wilco Zeelenberg  | MBA            |
| Wolfgang Glawaty  | MBA            |
| Jiri Safránek     | MBA            |
| Bogdan Nikolov    | MBA            |
| Ladislav Polák    | MBA            |

#### Niet gestart
| Coureur          | Merk | Oorzaak | Grid |
| ---------------- | ---- | ------- | ---- |
| Corrado Catalano | MBA  |         | 6    |

#### Niet deelgenomen
| Coureur          | Merk               | Oorzaak            |
| ---------------- | ------------------ | ------------------ |
| Paolo Casoli     | Pileri-AGV-LCR-MBA | Blindedarmoperatie |
| Jussi Hautaniemi | Pennzoil-LCR-MBA   | Blessure           |

### Top tien tussenstand 125cc-klasse
| Pos | Coureur                         | Merk                   | Ptn |
| --- | ------------------------------- | ---------------------- | --- |
| 1   | Fausto Gresini (wereldkampioen) | FMI-Garelli            | 135 |
| 2   | Bruno Casanova                  | FMI-Garelli            | 88  |
| 3   | Domenico Brigaglia              | Pileri-AGV-LCR-MBA     | 46  |
| 4   | Pier Paolo Bianchi              | MBA                    | 43  |
| 5   | August Auinger                  | Bartol-MBA             | 42  |
| 6   | Paolo Casoli                    | Pileri-AGV-LCR-MBA     | 36  |
| 6   | Andrés Sánchez                  | Pileri-Ducados-LCR-MBA | 36  |
| 8   | Ezio Gianola                    | FMI-Honda              | 31  |
| 9   | Johnny Wickström                | MBA                    | 21  |
| 10  | Mike Leitner                    | MBA                    | 18  |

## 80cc-klasse

### De training
Voor Ian McConnachie zat alles mee in de training in Brno. Zijn Krauser was perfect afgesteld en het circuit lag hem, waardoor hij Jorge Martínez van de eerste startplaats af wist te houden. 

#### Trainingstijden
| Pos | Coureur           | Merk                | Tijd    |
| --- | ----------------- | ------------------- | ------- |
| 1.  | Ian McConnachie   | LCR-Krauser         | 2"23'86 |
| 2.  | Jorge Martínez    | Nieto-Ducados-Derbi | 2"24'28 |
| 3.  | Stefan Dörflinger | LCR-Krauser         | 2"24'28 |
| 4.  | Luis Miguel Reyes | Campsa-Autisa       | 2"26'31 |
| 5.  | Jörg Seel         | Seel                | 2"26'41 |
| 6.  | Alex Barros       | Arbizu-Casal        | 2"26'44 |
| 7.  | Gerhard Waibel    | LCR-Krauser         | 2"26'45 |
| 8.  | Manuel Herreros   | Nieto-Ducados-Derbi | 2"28'09 |
| 9.  | Josef Fischer     | LCR-Krauser         | 2"28'61 |
| 10. | Bogdan Nikolov    | Krauser             | 2"28'70 |

### De race
Ian McConnachie was erop gebrand om zijn poleposition om te zetten in een overwinning, maar na de opwarmronde werd er nog aan de carburateurafstelling van zijn Krauser gewerkt. Na twee ronden reed hij inderdaad aan de leiding, maar door een stuurfout viel hij terug achter Jorge Martínez en Stefan Dörflinger. McConnachie vocht zich terug naar de koppositie, maar viel toen zijn voorwiel weggleed. Zonder stroomlijnkuip ging hij verder maar hij finishte als elfde. Intussen had Dörflinger op tamelijk brute wijze de leiding in de race genomen en hij won voor Martínez, die niet te veel risico nam omdat de wereldtitel toch al binnen was. Op het erepodium excuseerde Dörflinger zich bij Martínez, maar hij was vooral bij met zijn eerste overwinning in dit jaar.  

#### Uitslag 80cc-klasse
| Pos | Coureur            | Merk                | Tijd     | Grid | Punten |
| --- | ------------------ | ------------------- | -------- | ---- | ------ |
| 1   | Stefan Dörflinger  | LCR-Krauser         | 34"14.23 | 3    | 15     |
| 2   | Jorge Martínez     | Nieto-Ducados-Derbi | 34"23.59 | 2    | 12     |
| 3   | Gerhard Waibel     | LCR-Krauser         | 34"38.83 | 7    | 10     |
| 4   | Manuel Herreros    | Nieto-Ducados-Derbi | 34"39.07 | 8    | 8      |
| 5   | Jörg Seel          | Seel                | 34"40.91 | 5    | 6      |
| 6   | Luis Miguel Reyes  | Campsa-Autisa       | 35"10.37 | 4    | 5      |
| 7   | Josef Fischer      | LCR-Krauser         | 35"10.68 | 9    | 4      |
| 8   | Juan Ramón Bolart  | Krauser             | 35"11.20 | 18   | 3      |
| 9   | Theo Timmer        | JVC-HuVo-Casal      | 35"12.47 | 13   | 2      |
| 10  | Günter Schirnhofer | Krauser             | 35"14.63 | 19   | 1      |
| 11  | Ian McConnachie    | LCR-Krauser         | 35"23.02 | 1    |        |
| 12  | Hans Spaan         | JVC-HuVo-Casal      | 35"40.72 | 11   |        |
| 13  | Serge Julin        | Casal               | 35"45.20 | 23   |        |
| 14  | Chris Baert        | Seel                | 35"48.13 | 25   |        |
| 15  | Michael Gschwander | Seel                | 35"50.20 | 22   |        |
| 16  | Heinz Paschen      | Casal               | 36"03.68 | 34   |        |
| 17  | Jos van Dongen     | Krauser             | 36"04.02 | 29   |        |
| 18  | Mario Stocco       | Faccioli            | 36"04.07 | 35   |        |
| 19  | Wilco Zeelenberg   | Casal               | 36"11.64 | 24   |        |
| 20  | Thomas Engl        | Deizisau            | 36"42.91 | 30   |        |
| 21  | Stefan Brägger     | Casal               | 36"48.29 | 37   |        |
| 22  | Paul Bordes        | RB                  | +1 ronde | 33   |        |

#### Niet gefinished
| Coureur           | Merk           | Oorzaak         | Grid |
| ----------------- | -------------- | --------------- | ---- |
| Kees Besseling    | Special        | Versnellingsbak | 17   |
| Alex Barros       | Arbizu-Casal   | Opgave          | 6    |
| Reiner Koster     | Kroko          |                 | 2    |
| Herri Torrontegui | JJ Cobas-Rotax |                 | 28   |
| Rainer Kunz       | Kroko          |                 | 27   |
| Felix Rodríguez   | JJ Cobas-Rotax |                 | 32   |
| Ralf Waldmann     | ERK            |                 | 21   |
| Juhasz Karoly     | Krauser        |                 | 16   |
| Raimo Lipponen    | Krauser        |                 | 36   |
| Peter Öttl        | Krauser        |                 | 20   |
| René Dünki        | Krauser        |                 | 14   |
| Richard Bay       | Ziegler        |                 | 31   |
| Paolo Priori      | Krauser        |                 | 15   |
| Hubert Abold      | Krauser        |                 | 12   |

#### Niet gekwalificeerd
| Coureur         | Merk    |
| --------------- | ------- |
| Otto Krmiček    | Casal   |
| Stuart Edwards  | Casal   |
| Eduard Klimek   | RB      |
| Nicola Casadei  | Krauser |
| Zbynek Havrda   | Casal   |
| Kvetoslav Samák | Casal   |

#### Niet gestart
| Coureur        | Merk    | Oorzaak | Grid |
| -------------- | ------- | ------- | ---- |
| Bogdan Nikolov | Krauser |         | 10   |

### Top tien tussenstand 80cc-klasse
| Pos | Coureur                         | Merk                | Ptn |
| --- | ------------------------------- | ------------------- | --- |
| 1   | Jorge Martínez (wereldkampioen) | Nieto-Ducados-Derbi | 114 |
| 2   | Gerhard Waibel                  | LCR-Krauser         | 64  |
| 3   | Manuel Herreros                 | Nieto-Ducados-Derbi | 59  |
| 4   | Stefan Dörflinger               | LCR-Krauser         | 57  |
| 5   | Ian McConnachie                 | LCR-Krauser         | 43  |
| 6   | Luis Miguel Reyes               | Campsa-Autisa       | 31  |
| 7   | Jörg Seel                       | Seel                | 27  |
| 8   | Hubert Abold                    | Krauser             | 25  |
| 9   | Josef Fischer                   | LCR-Krauser         | 19  |
| 10  | Julián Miralles                 | Marlboro-Derbi      | 16  |

## Zijspanklasse

### De training
Rolf Biland en Kurt Waltisperg reden de snelste trainingstijd, maar deden dat als enige met speciale kwalificatiebanden. Egbert Streuer en Bernard Schnieders reden de tweede tijd voor de wereldkampioenen Steve Webster en Tony Hewitt.

#### Trainingstijden
| Pos | Coureur          | Bakkenist          | Merk                    | Tijd    |
| --- | ---------------- | ------------------ | ----------------------- | ------- |
| 1.  | Rolf Biland      | Kurt Waltisperg    | LCR-Krauser             | 2"10'05 |
| 2.  | Egbert Streuer   | Bernard Schnieders | Lucky Strike-LCR-Yamaha | 2"11'15 |
| 3.  | Steve Webster    | Tony Hewitt        | LCR-Krauser             | 2"11'18 |
| 4.  | Alain Michel     | Jean-Marc Fresc    | ELF-LCR-Krauser         | 2"11'89 |
| 5.  | Markus Egloff    | Urs Egloff         | LCR-Yamaha              | 2"12'64 |
| 6.  | Rolf Steinhausen | Bruno Hiller       | Busch-Yamaha            | 2"12'82 |
| 7.  | Masato Kumano    | Markus Fährni      | LCR-Yamaha              | 2"13'37 |
| 8.  | Alfred Zurbrügg  | Simon Birchall     | LCR-Yamaha              | 2"13'73 |
| 9.  | Pascal Larratte  | Jacques Corbier    | LCR-Yamaha              | 2"14'27 |
| 10. | Wolfgang Stropek | Hans-Peter Demling | LCR-Krauser             | 2"14'31 |

### De race
In de zijspanrace speelden de banden een belangrijke rol. Steve Webster had een te zachte compound gekozen en moest Rolf Biland al snel laten gaan. Ook de banden van Egbert Streuer boden aanvankelijk te weinig grip, maar ze functioneerden tegen het einde van de race beter. Zo kon hij ondanks een slecht lopende motor tweede worden achter Biland. Alain Michel had Streuer nog van de tweede plaats in het kampioenschap kunnen verdringen, maar bij de start zat bakkenist Jean-Marc Fresc te laat in het zijspan en Michel werd slechts vierde achter Steve Webster/Tony Hewitt. Door die vierde plaats zakten Michel/Fresc zelfs nog een plek in het wereldkampioenschap, want ze hadden evenveel punten als Rolf Biland/Kurt Waltisperg, maar geen enkele wedstrijd gewonnen. 

#### Uitslag zijspanklasse
| Pos | Coureur            | Bakkenist          | Merk                    | Tijd     | Punten |
| --- | ------------------ | ------------------ | ----------------------- | -------- | ------ |
| 1   | Rolf Biland        | Kurt Waltisperg    | LCR-Krauser             | 39"49'39 | 15     |
| 2   | Egbert Streuer     | Bernard Schnieders | Lucky Strike-LCR-Yamaha | 40"06'85 | 12     |
| 3   | Steve Webster      | Tony Hewitt        | LCR-Krauser             | 40"11'43 | 10     |
| 4   | Alain Michel       | Jean-Marc Fresc    | ELF-LCR-Krauser         | 40"22'79 | 8      |
| 5   | Markus Egloff      | Urs Egloff         | LCR-Yamaha              | 40"47'49 | 6      |
| 6   | Masato Kumano      | Markus Fährni      | LCR-Yamaha              | 40"47'79 | 5      |
| 7   | Alfred Zurbrügg    | Simon Birchall     | LCR-Yamaha              | 40"51'75 | 4      |
| 8   | Derek Jones        | Brian Ayres        | LCR-Yamaha              | 40"58'01 | 3      |
| 9   | Steve Abbott       | Shaun Smith        | Windle-Yamaha           | 40"58'68 | 2      |
| 10  | Pascal Larratte    | Jacques Corbier    | LCR-Yamaha              | 51"05'77 | 1      |
| 11  | René Progin        | Yvan Hunziker      | Seymaz-Krauser          |          |        |
| 12  | Theo van Kempen    | Geral de Haas      | Lucky Strike-LCR-Yamaha |          |        |
| 13  | Bernd Scherer      | Wolfgang Gess      | BSR-Yamaha              |          |        |
| 14  | Fritz Stölzle      | Hubert Stölzle     | LCR-Yamaha              |          |        |
| 15  | Yoshisada Kumagaya | Brian Barlow       | Windle-Yamaha           |          |        |

#### Niet gefinished
| Coureur          | Bakkenist          | Merk         | Oorzaak         | Grid |
| ---------------- | ------------------ | ------------ | --------------- | ---- |
| Rolf Steinhausen | Bruno Hiller       | Busch-Yamaha | Versnellingsbak | 6    |
| Wolfgang Stropek | Hans-Peter Demling | LCR-Krauser  |                 | 10   |

### Top tien eindstand zijspanklasse
| Pos | Coureur                        | Bakkenist                                    | Merk                    | Ptn. |
| --- | ------------------------------ | -------------------------------------------- | ----------------------- | ---- |
| 1   | Steve Webster (wereldkampioen) | Tony Hewitt (wereldkampioen)                 | LCR-Krauser             | 97   |
| 2   | Egbert Streuer                 | Bernard Schnieders                           | Lucky Strike-LCR-Yamaha | 75   |
| 3   | Rolf Biland                    | Kurt Waltisperg                              | LCR-Krauser             | 68   |
| 4   | Alain Michel                   | Jean-Marc Fresc                              | ELF-LCR-Krauser         | 68   |
| 5   | Alfred Zurbrügg                | Martin Zurbrügg Andreas Räcke Simon Birchall | LCR-Yamaha              | 39   |
| 6   | Steve Abbott                   | Shaun Smith                                  | Windle-Yamaha           | 26   |
| 7   | Rolf Steinhausen               | Bruno Hiller                                 | Busch-Yamaha            | 24   |
| 8   | Derek Jones                    | Simon Birchall en Brian Ayres                | LCR-Yamaha              | 23   |
| 9   | Masato Kumano                  | Andreas Räcke en Markus Fährni               | LCR-Yamaha              | 21   |
| 10  | Theo van Kempen                | Geral de Haas                                | Lucky Strike-LCR-Yamaha | 14   |

## Trivia

### Urs Lüzi
De Zwitser Urs Lüzi was nog nooit in de buurt van een toptienklassering gekomen, maar Parisienne gaf hem in overleg met HRC in Tsjecho-Slowakije de beschikking over de Honda NSR 250 van de geblesseerde Jacques Cornu. Hij kwalificeerde zich meteen als twaalfde en finishte als zesde. 

### Reinhold Roth
Reinhold Roth viel schijnbaar onschuldig in de laatste ronde van de 500cc-race, maar breek later een gebroken sleutelbeen te hebben. Hij werd in Duitsland geopereerd en reed enkele dagen later de vijfde trainingstijd in de Grand Prix van San Marino.
1928 · 1929 · 1950 · 1951 · 1952 · 1954 · 1955 · 1956 · 1957 · 1958 · 1959 · 1960 · 1961 · 1962 · 1963 · 1964 · 1965 · 1966 · 1967 · 1968 · 1969 · 1970 · 1971 · 1972 · 1973 · 1974 · 1975 · 1976 · 1977 · 1978 · 1979 · 1980 · 1981 · 1982 · 1983 · 1984 · 1985 · 1986 · 1987 · 1988 · 1989 · 1990 · 1991